# Gerbillus mackilligini
Gerbillus mackilligini är en däggdjursart som först beskrevs av Thomas 1904.  Gerbillus mackilligini ingår i släktet Gerbillus och familjen råttdjur. IUCN kategoriserar arten globalt som livskraftig. Inga underarter finns listade i Catalogue of Life. Ibland listas arten i släktet Dipodillus.
Denna gnagare förekommer i sydöstra Egypten och Sudan vid Röda havet. Den lever i låglandet och i kulliga områden upp till 750 meter över havet. Arten vistas i öppna landskap som delvis består av klippor. Den besöker även jordbruksmark.
Ökenråttan når en kroppslängd (huvud och bål) av 7,2 till 8,6 mm och en svanslängd av 9,9 till 13,8 cm. Bakfötterna är 2,2 till 2,6 cm långa och öronen är 1,2 till 1,4 cm stora. Håren som bildar pälsen på ovansidan är gråa vid roten och annars sandfärgade. Några hår har dessutom en svart spets. Gränsen mot den vita undersidan är tydlig. Arten har vita fläckar kring ögonen och öronen. Svansen är likaså mörkare på ovansidan men den är inte alltid vit på undersidan. Längre hår som börjar vid svansens mitt och som sträcker sig fram till svansspetsen bildar en tofs.
Individerna lever i underjordiska bon. Rester av arten hittades i ugglornas spybollar cirka 300 km bort från det kända utbredningsområdet. I det torra landskapet blir spybollarna kvar över långa tider utan påfallande förändringar. Det är därför oklart när de placerades där.